# Máriakálnok
Máriakálnok (németül: Gahling) község Győr-Moson-Sopron vármegyében, a Mosonmagyaróvári járásban található.

## Fekvése
Máriakálnok ősi búcsújáró hely, a Szigetköz egyik legismertebb települése. Mosonmagyaróvártól keletre, 5 km távolságra fekszik. Mosonmagyaróvárral 1928 óta vashíd köti össze a Mosoni-Dunán.
A település főutcája a Moson központjában az 1-es főútból kiágazó, és Halászinál az 1401-es számú szigetközi főútvonalra csatlakozó 1406-os út, amely révén szerves része a szigetközi gazdasági és turisztikai régiónak. A kisebb teherforgalom miatt az ezen a szakaszon már kiépített kerékpárosúton biztonsággal vezeti le a kerékpáros forgalmat.
1950-ben Halászitól Máriakálnokhoz csatolták Arak települést, amely azonban 1976 óta ismét Halászi része.

## Története
1264-ben fordul elő először neve egy okiratban, Kaal alakban, aki a terület birtokosaként szerepel. 1313-ban szőlővel beültetett földterület Kaal, de egy 1357-es okirat már a Kalnuk névformát használja. Ez valószínűleg a szláv eredetű régi „kálista” szóból származik, amely eredetileg pocsolyát, sáros helyet jelentett. 1357-ben köznemesi családok birtoka volt a község. 1381-ben és 1451-ben már Gahling néven említik az okiratok a települést. Nem tudjuk pontosan, hogy mikor lett német többségű a falu. Egyes vélemények szerint ezt a nevet a származási helyükről hozták az itt letelepedő németek.
1609-es adólista alapján 10 portája volt a településnek. 1647-es adat szerint az itt lakó magyarok mind kálvinisták, a németek lutheránusok, a horvátok katolikusok voltak, 1695-ben 4 német kivételével mind katolikusok. A magyar és német lakosság összlétszáma: 290 fő volt. 1701-gyel indult a kereszteltek anyakönyve, az esketetteké (házassági anyakönyv) 1706-tal, a halottak anyakönyve 1716-tal. 1713-ban külön lelkésze volt a falunak, de  az nem tud magyarul. A hívők száma ekkor 550 fő volt, ebből 12 fő protestáns a többi katolikus. 1718-ban épült a plébánia. Ekkor az időben közel háromszázan lakták a települést. 1805-ös adatok szerint a hívők száma 604 volt. Az árvíz veszélye miatt a kápolna körül emeltetett töltést kiépítették a falu felé is. Az egész vidékről kellett a lakóknak földmunkát teljesíteni.
Az 1829-es télen mindent vastag hóréteg borított. Tavasszal Ausztriában már olvadt, itt még mindent jég és hó takart, és a rengeteg víz rázúdult a befagyott Dunára. Március 3-án a töltések fölé került a víz, 4-én l5 órakor a víz már a plébániatemplomig jutott. 9 órára az egész falut elborította. 12 órakor a lakosok csónakokon menekültek a plébánia felé. A szorongatottak a vendéglőben, az uradalmi vadászházban és a plébánián kerestek menedéket. A plébános minden írást a padlásra menekített. Március 5-én délután a víz lassan apadni kezdett. Csak 7 ház maradt sértetlen, a többi mind összeomlott vagy összeomlással fenyegetett. Szerencsére egy kálnoki sem vesztette életét a jeges árban.
1831-ben Oroszország és Lengyelország felől kolerajárvány jött. Júliustól októberig Győr és Moson vármegyében egyaránt sokan meghaltak e járványban, de Kálnokon enyhébb lefolyású volt: 22 ember kapta meg a betegséget és 9-en haltak meg. A járvány miatt tilos volt Óvár felé a közlekedés.
Az 1848-as szabadságharc alatt október 5-én és 6-án a község lakossága Jellasics horvát bán hadának kenyeret küldött, ellenértékként megkapták az 1205 darab kenyér árát. Október 9-én, 20-án 24-én és december hónapban majd 1849 májusában a magyar csapatok táborába húst, kenyeret fát küldtek (részben fizetve, részben ajándékként). A táborok székhelyei: Pándorfalu, Magyaróvár, Moson (Wieselburg) és Kálnok (1848. december 21-től 26-ig állomásozott itt a magyar katonaság.)

### Idegen elnevezései
A település német neve Gahling. Horvátul két neve létezik. A horvátkimlei horvátok Kanovónak, a bezenyei horvátiok Kalnovónak hívták.

## Mai élete
A második világháború után ismét önálló községgé vált. Máriakálnok lett a ki- és betelepítés mintaközsége.  Németajkú lakossága 95%-át kb. 900 személyt kitelepítettek Németországba. Innen vitték el a lakosságot Mosonszolnoki gyűjtőtáborba, hogy a helyükbe hozhassák a Szigetköz és a Csallóköz magyarjait. A 147 telepes közül 126 a környező községekből érkezett.
A városközeli helyzetet használják ki azok  beköltöző házépítők, akik a településre építkeznek. A kedvező földrajzi helyzet azonban hátrány az ipartelepítésnek. Az aktív álláskeresők egyharmada talál munkát a faluban, a többi Halászira és Mosonmagyaróvárra ingázik. A regionális víz- és szennyvízprogramot Máriakálnok Halászival közösen oldotta meg. A szennyvizet nyomott vezetékrendszerben Mosonmagyaróvár tisztítótelepére juttatják. A vezetékes gáz hálózata is megépült. Szinte egyedülálló lehetőség, hogy minden háztartásban biztosított az internethasználat. Máriafürdőn nemzetközi üdülőparadicsomot kívánnak létrehozni.
Az önkormányzat a lakossággal együtt virágos településképet varázsolt a hosszú főútvonalra, valamint gondozott parkot hozott létre a faluvégre.

## Közélete

### Polgármesterei
- 1990–1994: Neuberger Géza (független)[7]
- 1994–1998: Neuberger Géza (KDNP-FKgP)[8]
- 1998–2002: Széles Sándor (Fidesz)[9]
- 2002–2006: Széles Sándor (Fidesz)[10]
- 2006–2010: Széles Sándor (Fidesz)[11]
- 2010–2014: Gáspár Emma (független)[12]
- 2014–2019: Dr. Tóásóné Gáspár Emma (független)[13]
- 2019–2024: Dr. Tóásóné Gáspár Emma (független)[14]
- 2024– : Dr. Tóásóné Gáspár Emma (független)[1]

Ha nem történt elírás az Országos Választási Iroda oldalán, akkor az 1994. december 11-i választáson a győztes jelöltet állító két párt, a KDNP és az FKgP, szokatlan, talán országosan is egyedülálló módon egy másik polgármesterjelölt (a későbbi polgármester Széles Sándor) indulását is támogatta a településen, méghozzá annak ellenére, hogy utóbbi, az életrajzának tanúsága szerint két évvel korábban ki is lépett a Kisgazdapártból. Ehhez hasonló eset történt ugyanabban az évben Sárszentmihályon, ahol a hat polgármesterjelölt között ketten is MSZP-s támogatással indultak egymással szemben, Szaván, ahol a három polgármester-jelölt között két kisgazda vetélkedett egymással, valamint Úriban, ahol az öt induló közül ketten is Úri Község Gazdakörének jelöltjei voltak; az 1998-as és 2002-es önkormányzati választásokon pedig Töttösön, ahol az előbbi évben három, utóbbiban két, egymás ellen induló polgármesteri aspiráns is egyazon jelölő szervezet (egy helyi egyesület) színeit viselte.

## Népesség
A település népességének változása:
| Lakosok száma | 1733 | 1755 | 1791 | 2036 | 2088 | 2090 | 2075 |
|               | 2013 | 2014 | 2015 | 2021 | 2022 | 2023 | 2024 |

A 2011-es népszámlálás során a lakosok 81%-a magyarnak, 0,2% cigánynak, 7,9% németnek, 0,3% románnak, 2,3% szlováknak mondta magát (16,9% nem nyilatkozott; a kettős identitások miatt a végösszeg nagyobb lehet 100%-nál). A vallási megoszlás a következő volt: római katolikus 52,8%, református 2,2%, evangélikus 1,7%, görögkatolikus 0,4%, felekezeten kívüli 13,9% (28,3% nem nyilatkozott).
2022-ben a lakosság 88,6%-a vallotta magát magyarnak, 6,1% németnek, 2,6% szlováknak, 0,5% cigánynak, 0,4% románnak, 0,2% szerbnek, 0,1% horvátnak, 2,8% egyéb, nem hazai nemzetiségűnek (8,9% nem nyilatkozott; a kettős identitások miatt a végösszeg nagyobb lehet 100%-nál). Vallásuk szerint 40,2% volt római katolikus, 2,3% református, 1,2% evangélikus, 0,4% görög katolikus, 0,2% ortodox, 0,9% egyéb keresztény, 0,8% egyéb katolikus, 14,9% felekezeten kívüli (39% nem válaszolt).

## Látnivalók
- Sarlós Boldogasszony kegykápolna

A hagyomány szerint a 16. század óta látogatják. A csodatévő kút köré épült, benne látható az oltár fölé emelkedő csodatévő kálnoki Szűz Mária szobra. Híres búcsújáróhely, az itteni búcsúk időpontjai: Szentháromság vasárnapján és szeptember 8-át követő vasárnap. A kicsi, de ismertebb kápolnát a Mária-kultusz jegyében emelték, több csodát is kapcsolnak hozzá. A középtornyos, egyhajós épület 1874-ben készült a kora középkori romanikus építészet stílusjegyeinek felhasználásával. Az egyik legenda szerint 1529-ben a török elől visszavonuló keresztény seregek itt pihentek meg, és a forrás csodatevő ereje folytán a katonák sebei behegedtek, a betegek meggyógyultak. Majd újabb csoda történt: egy kálnoki halász hársfából faragott Mária-szobrot talált a forrás vízében. A halász kis építményt emelt a forrás és a szobor védelmére; ezt a fia kápolnává bővítette, s mint remete lakott mellette. A kis kápolna helyére Viczay János, a falu földesura, 1643-ban hálából nagyobbat emeltetett. Történt ugyanis, hogy vadászat közben messze betévedt az ingoványba, és csak a csodának köszönhetően menekült meg. Az ártérben fekvő kis építményt az áradás többször elöntötte, de mégsem a víz, hanem 1873-ban tűz pusztította el. A mennyezet leszakadt, az oltárkép elégett, de a Mária-szobor – újabb csodás elem – csak megpörkölődött. Közben a kis kápolna neves búcsújáróhellyé vált, évente több tízezren zarándokoltak el ide gyógyulást keresve. Ezt tudva az már nem is csoda, hogy a következő évben új kápolna védte a tűztől megmenekült Mária-szobrot.
Jellegzetes romanikus elem a bélletes kapu, amit pillérek tesznek hangsúlyossá. A pilléreken szobrok állnak, a kapu felett erkélyes lezárás látható. A homlokzaton jellegzetes neoromanikus vakolatdíszítés fut végig. Az egyszintes torony homlokzatát viszont már a romantikára jellemző íves ablakok törik át. A belső is a historizmust idézi. A szentély boltozatának kék egén csillagok ragyognak. Középen szép, szabadon álló oltár látható. A máriakálnoki templom szentélyének dísze a – hagyomány szerinti halász által talált – víztől-tűztől megmenekült Mária-szobor. A szobrot a tűzvész után átfestették és a kisded koronát, Mária pedig koronát, ezüst jogart és arannyal áttört brokátköpenyt kapott.
- Szigetköz
- Marsowszky kastély

Épült 1936-ban. Sokáig szociális otthonként funkcionált. Ma ismét magántulajdonban van.
- vízitúrázás, lovaglás

A 2001-ben befejeződött folyórehabilitáció visszaadta a település eredeti sziget állapotát, a 35 km hosszú élővízen a vízitúrázók körbecsónakázhatják a települést. A lovassport az utóbbi évtizedekben honosodott meg a faluban. A díjlovagló és a díjugrató versenyszámokban a község Magyarország „3. lovassport-fellegvárává” vált. Két lovarda versenyzői felnőtt és ifjúsági számokban is bajnokságokat nyernek, a harmadik lovarda a hagyományos lovasturizmus mellett szaporodásbiológiai tevékenységet is folytat.

## Testvértelepülései
- Hüffenhardt (Németország)
- Csallóközcsütörtök (Csallóköz)

## Híres máriakálnokiak
- Itt született:
  - az akkor még önálló Arakon született Botka Valéria (1928–2013), a Magyar Rádió világhírű Gyermekkórusának és a Magyar Állami Operaház Gyermekkórusának alapító karnagya
  - Cséfalvay Zoltán (1958. március 27.–), egyetemi tanár, politikus

## A település az internetes folklórban
Az internetes folklór Máriakálnokhoz kötődő személyisége a fiktív Tibi atya, a Facebook felületén megjelenő részeges, trágár és meglehetősen alpárian viselkedő lecsúszott pap, aki a róla szóló humoros történetek szerint kezdetben ebben a községben szolgált. Miután a polgármester kifogásolta, hogy Máriakálnokot ilyen negatív konnotációban említik, Tibi atya megformálói egy kitalált falura, Humbákfalvára változtatták a pap lakhelyét.

## Képek

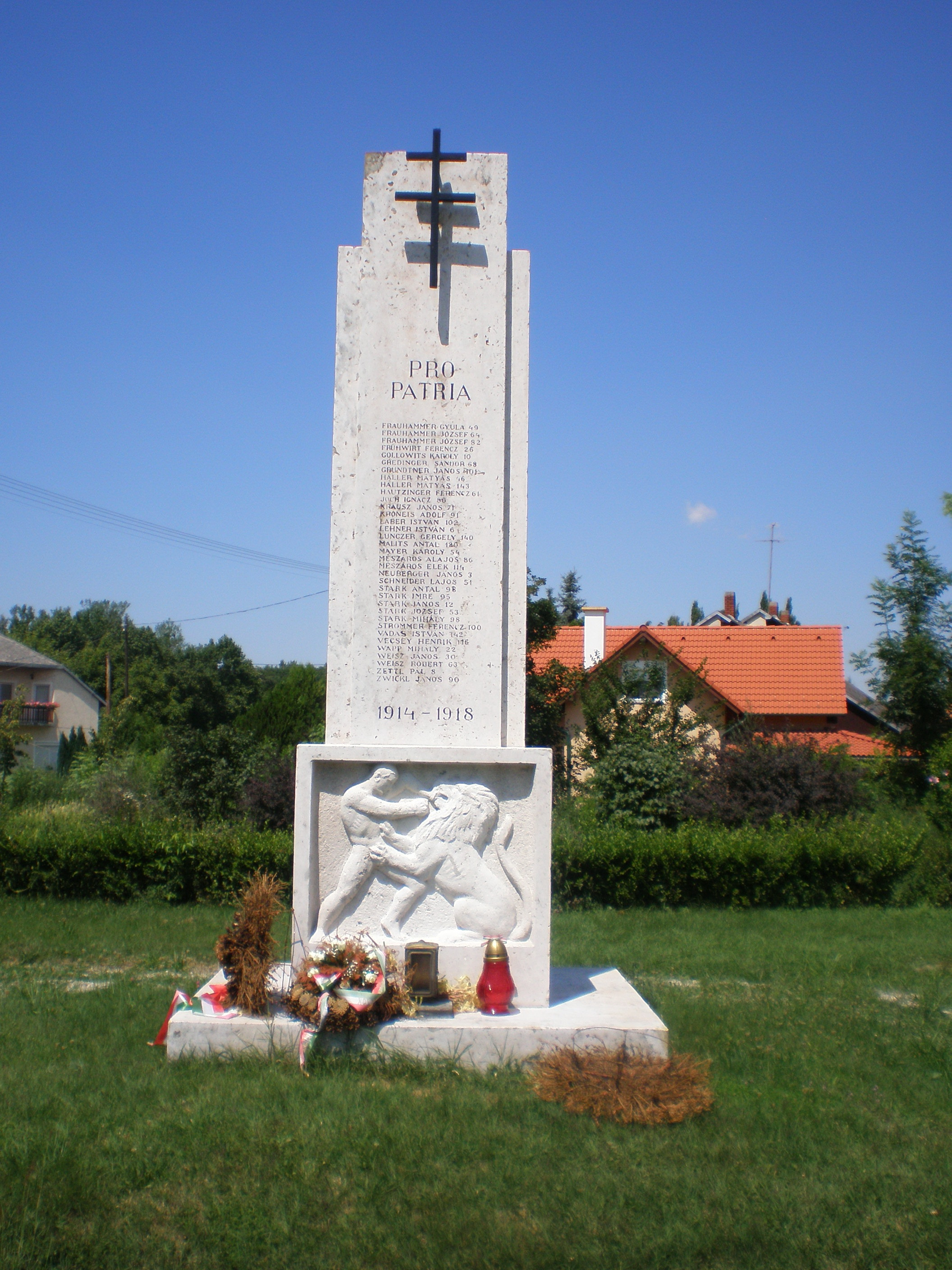
Az első világháborús emlékmű
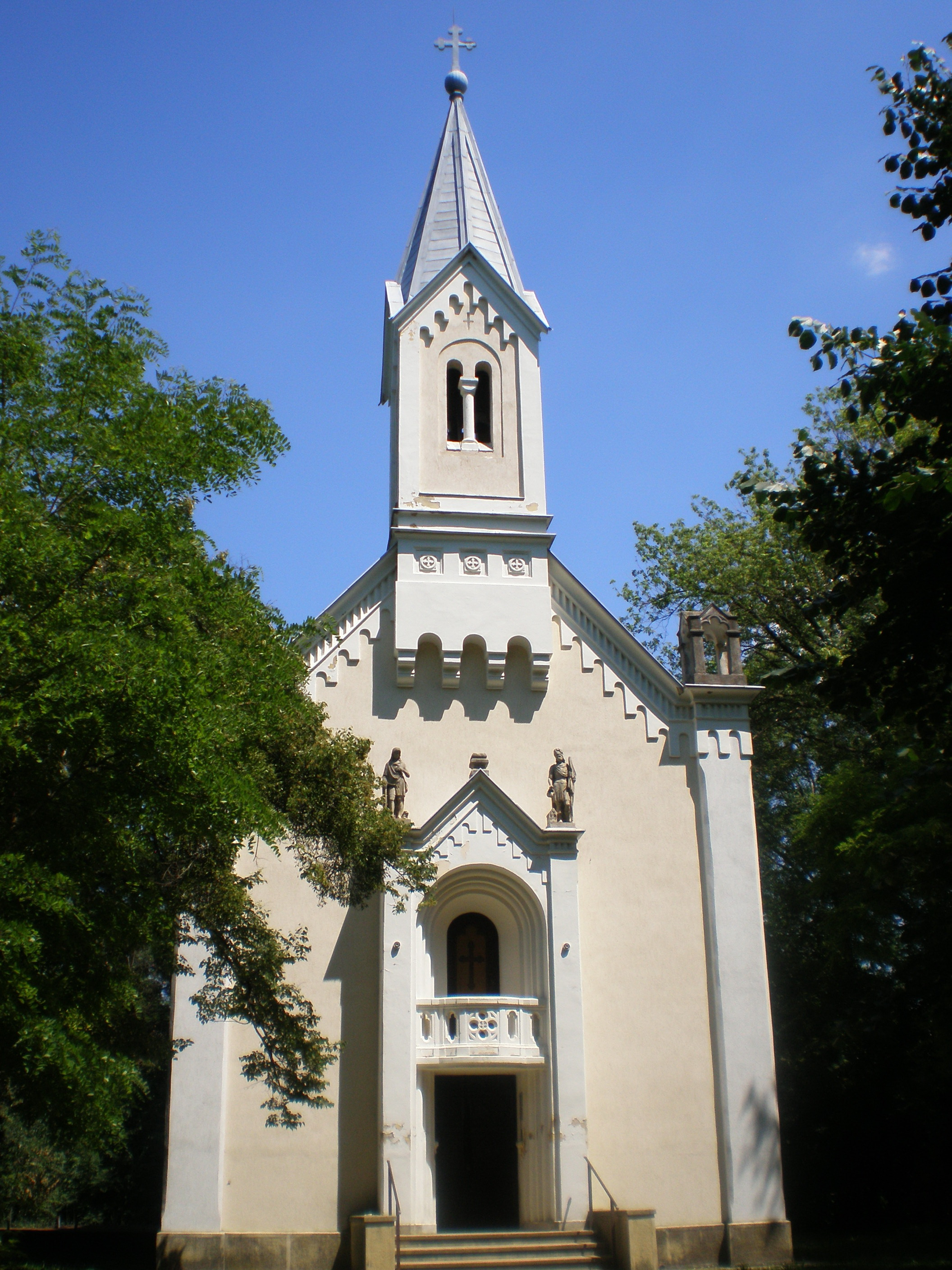
A Sarlós Boldogasszony-kegykápolna
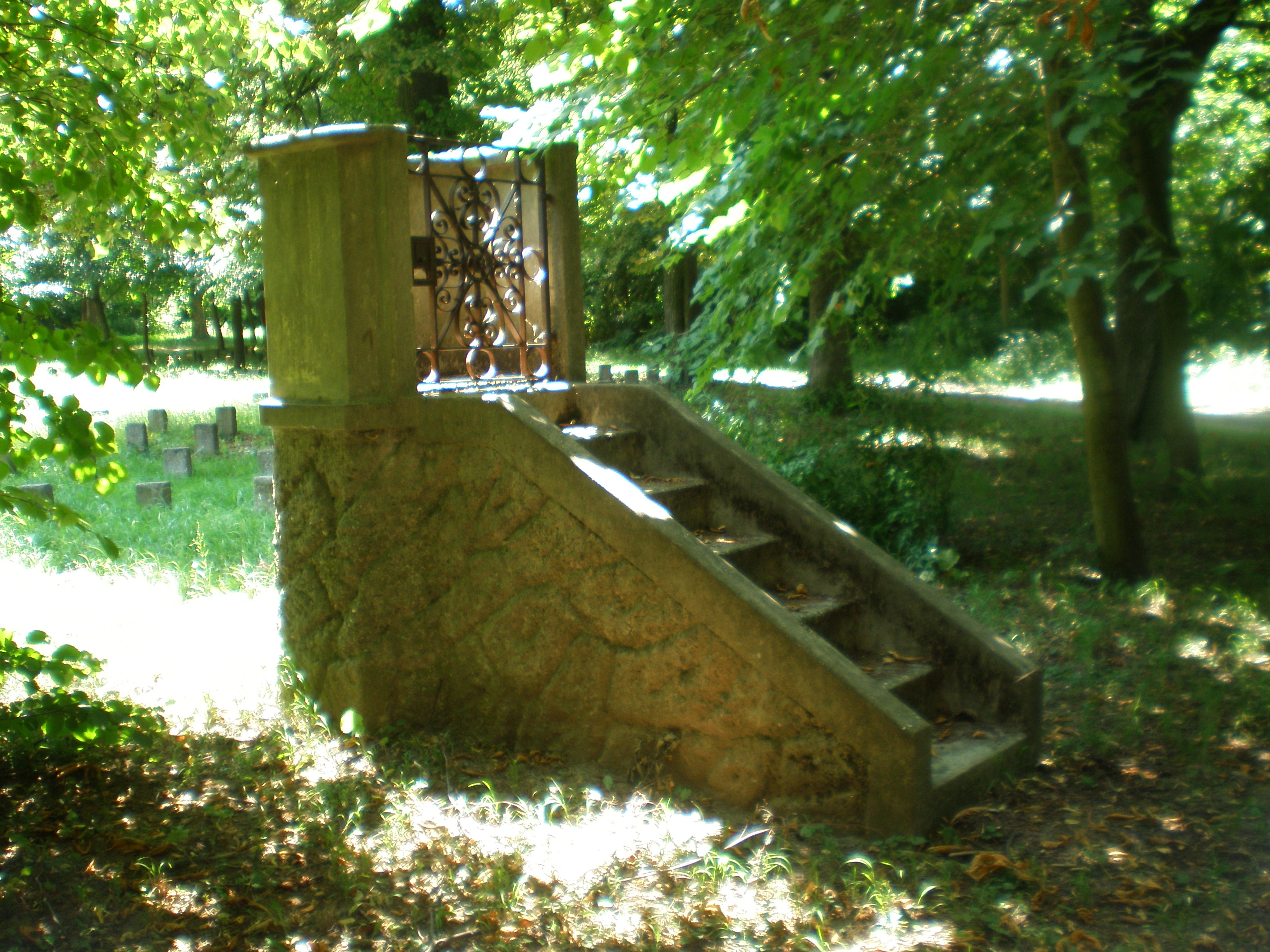
Szószék a kápolna mellett
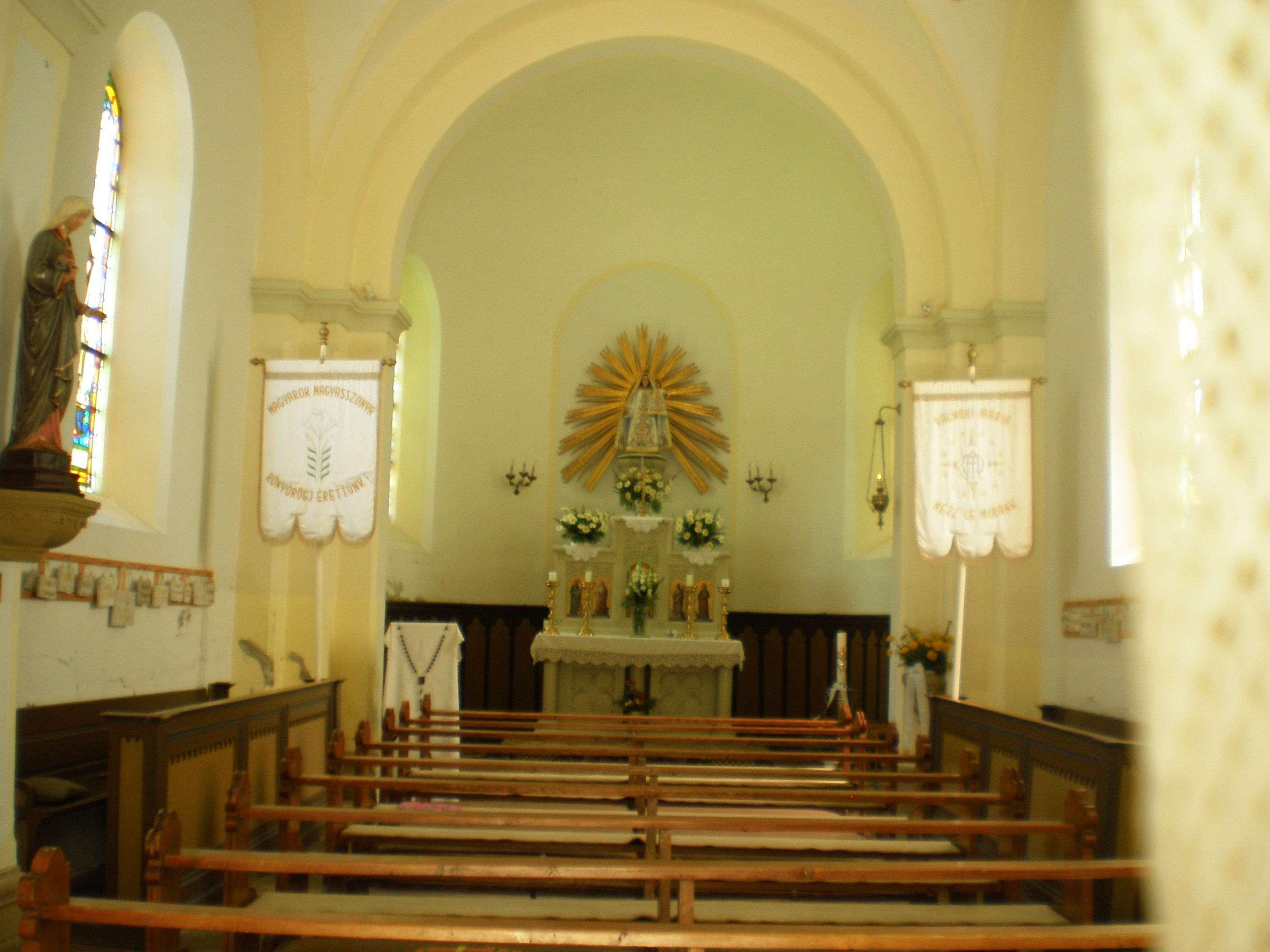
A Sarlós Boldogasszony-kegykápolna belülről
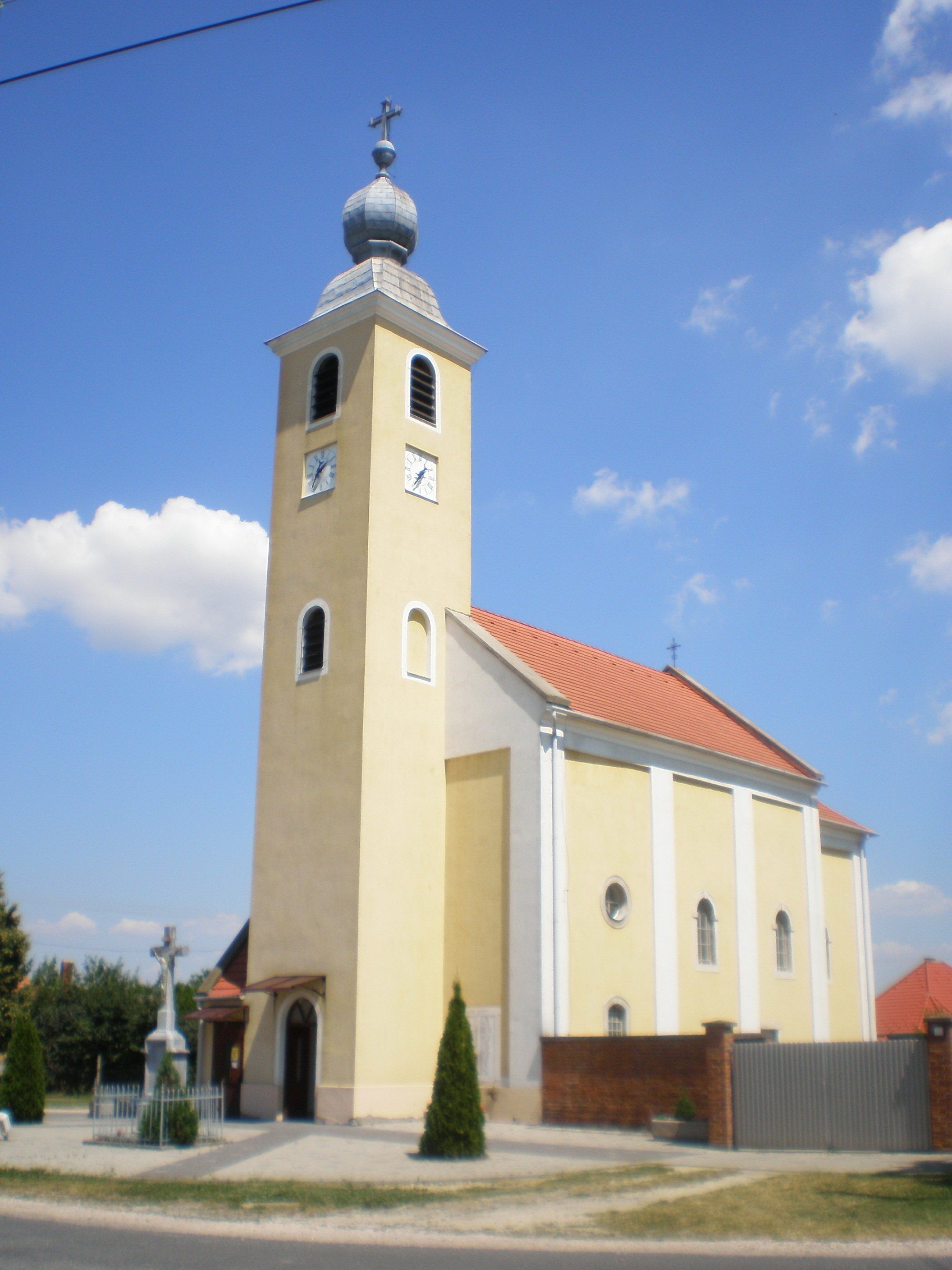
A katolikus templom
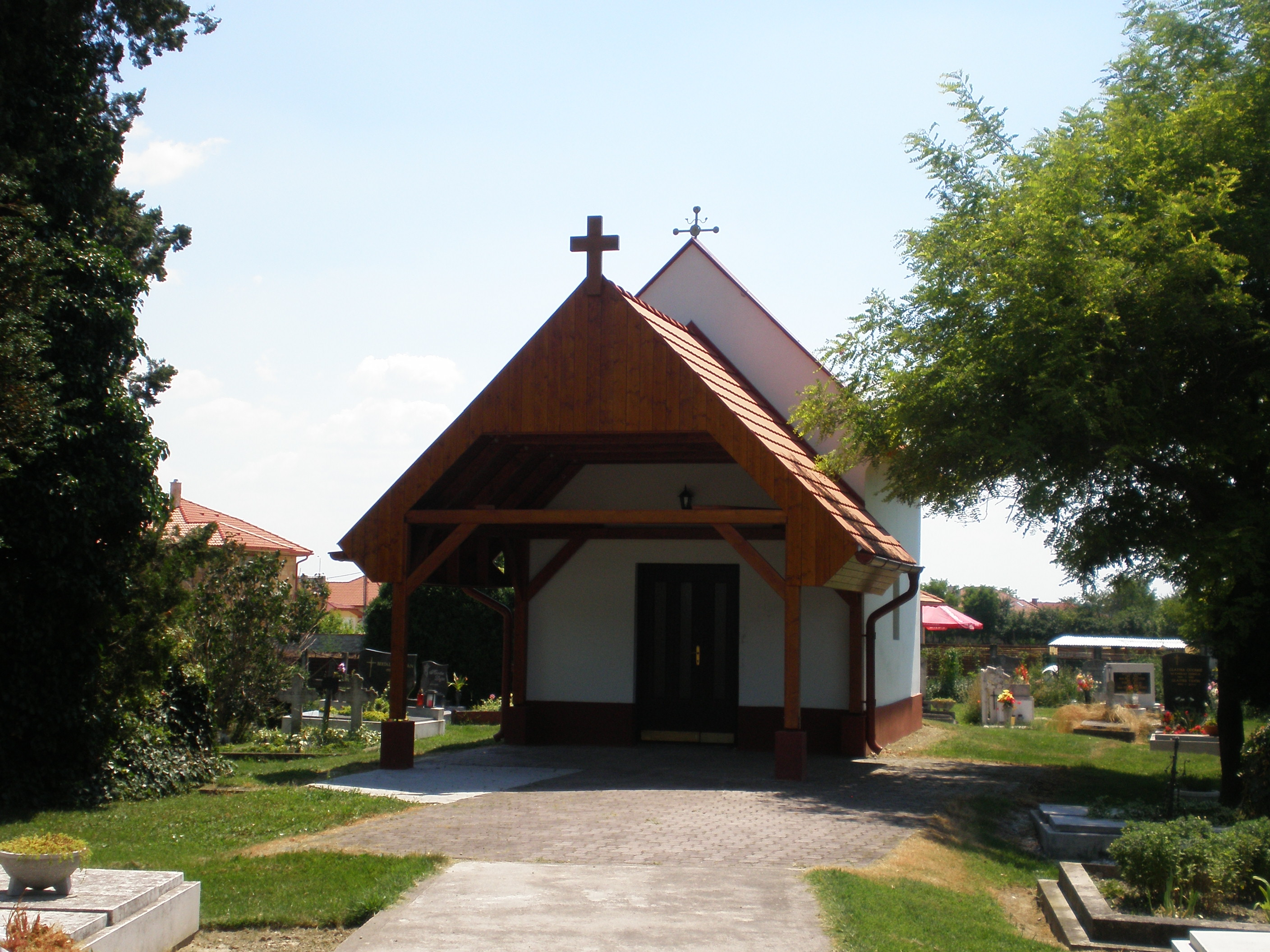
Ravatalozó
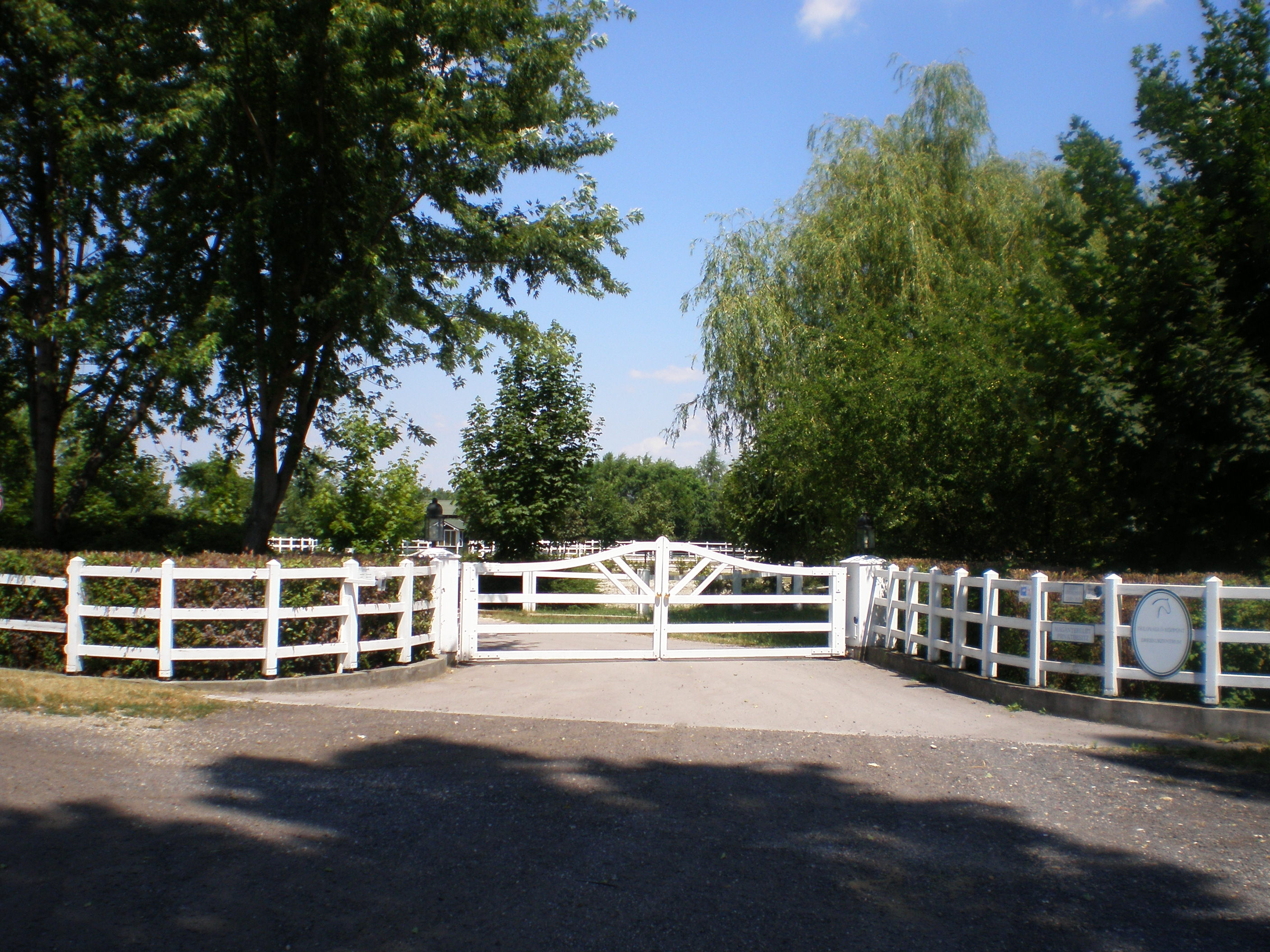
Díjlovagló központ
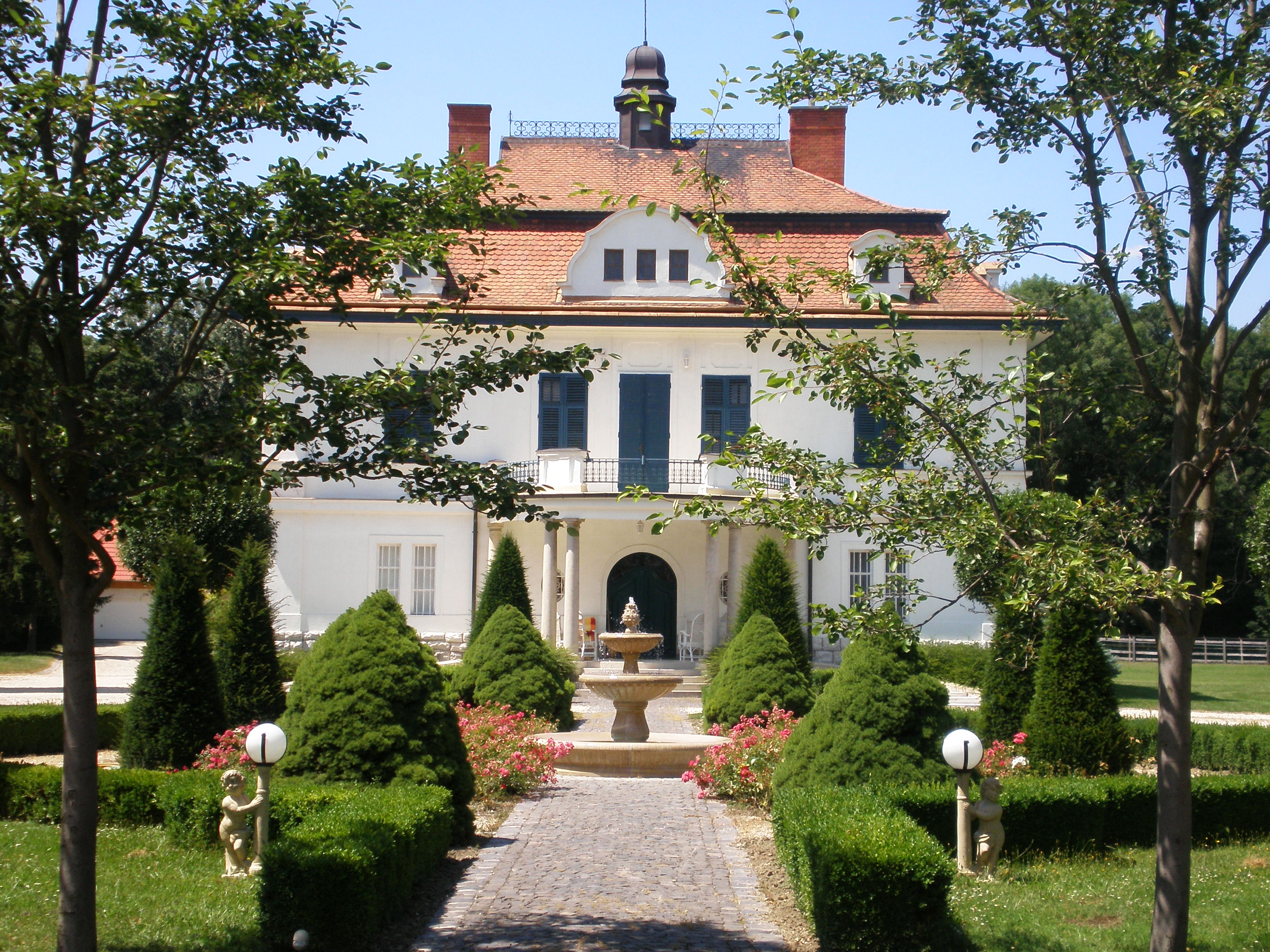
A Marsowszky-kastély